# Campeonato Europeo de Balonmano Femenino de 2032
El XX Campeonato Europeo de Balonmano Femenino se celebrará conjuntamente en Alemania, Dinamarca y Polonia entre el 1 y el 19 de diciembre de 2032 bajo la organización de la Federación Europea de Balonmano (EHF) y las federaciones de balonmano de los tres países.